# Hekelus episimus
Hekelus episimus là một loài chân đều trong họ Hekelidae. Loài này được Barnard miêu tả khoa học năm 1932.